# Antonio Tantay
Antonio Tantay (5 febbraio 1920 – Líbano, 27 luglio 1988) è stato un cestista filippino.

## Carriera
Con le Filippine ha disputato una edizione dei Giochi olimpici (1952), segnando 2 punti in 5 partite.